# Каргалка (приток Сакмары)
Каргалка — река в России, протекает в Октябрьском и Сакмарском районах Оренбургской области. Длина реки составляет 74 км. Площадь водосборного бассейна — 626 км².
Начинается в урочище Дикаревский, от истока течёт по оврагу в юго-восточном направлении. Протекает через село Уранбаш, затем через Егорьевку, Искру и Светлый. В дальнейшем пересекается автодорогой Р-314 у Майорского. В низовьях запружена. Устье реки находится в 40 км по правому берегу реки Сакмара между сёлами Сакмара и Татарская Каргала.
Около Светлого имеет ширину 30 и глубину 1 метр. Долина реки — безлесая, только около Светлого и Майорского имеются по два небольших лесных массива.

## Этимология
По поводу этимологии названия существуют несколько версий. Согласно одной из них, в основе — древнетюркское карга — «валун или нагромождение валунов», либо с башкирского карга — «ворона» с аффиксом обладания, наличия -лы. Следует иметь в виду, что топонимы Каргала, Каргалка, Каргалы и т. п. распространены на значительной территории: в Казахстане, Сибири, Западной Монголии, Туве, на Южном Урале. Также распространены тюркские родоплеменные названия карга, каргалы.

## Данные водного реестра
По данным государственного водного реестра России относится к Уральскому бассейновому округу, водохозяйственный участок реки — Сакмара от впадения реки Большой Ик и до устья. Речной бассейн реки — Урал (российская часть бассейна).
Код объекта в государственном водном реестре — 12010000712112200007081.

### Притоки (км от устья)
Объекты перечислены по порядку от устья к истоку.
- овраг Ордынский[3] (пр)
- овраг Ершовский[3] (лв)
- овраг Пеговский[3] (лв)
- 58 км: Усолка[3] (пр)
- овраг Сквозной[3] (лв)